# Музаферия, Эльведина
Эльведина Музаферия (босн. Elvedina Muzaferija; род. 20 августа 1999, Високо) — боснийская горнолыжница, участница зимних Олимпийских игр (2018). По заявлениям боснийских СМИ — лучшая лыжница Боснии и Герцеговины. Знаменосец Боснии и Герцеговины на церемониях открытия и закрытия зимних Олимпийских игр (2018).

## Биография
Эльведина Музаферия родилась 20 августа 1999 года в городе Високо (Зеницко-Добойский кантон). Училась в школе в Сараево. Эльведина начала кататься на лыжах в возрасте 6 лет. Тренер лыжной школы посоветовал отцу Эльведины поискать для неё подходящий спортивный клуб, так как она своими способностями превосходила их школу. В возрасте 12 лет Эльведина начала участвовать в международных соревнованиях по горным лыжам. На момент 2018 года являлась членом лыжного клуба ZE-2010 из Зеницы.

## Спортивная карьера
В возрасте 16 лет приняла участие в своей первой гонке от Международной федерации лыжного спорта (ФИС). 29 декабря 2015 года заняла первое место на гонках ФИС в дисциплине женский слалом, обогнав Софию Ралли и Веру Асенову.
В 2016 году приняла участие в зимних юношеских Олимпийских играх, проходящих в Лиллехаммере, Норвегия. Эльведина участвовала в четырёх дисциплинах: заняла 25-е место в супергиганте, 16-е место в супер-комбинации, не финишировала в слалом-гиганте и не стартовала в слаломе.
В феврале 2017 года приняла участие в чемпионате мира по горнолыжному спорту (2017) в Санкт-Морице. Эльведина заняла 55-е место в слаломе и не финишировала в слалом-гиганте. В марте того же года приняла участие в чемпионате мира по горнолыжному спорту среди юниоров в Оре, Швеция. Заняла 36-е место в супер-комбинации, 38-е в скоростном спуске, 57-е в гигантском слаломе, не финишировала в слаломе и супергиганте.
В феврале 2018 года выступила на зимних Олимпийских играх. Во время церемоний открытия и закрытия выступала знаменосцем Боснии и Герцеговины. Эльведина соревновалась в четырёх дисциплинах. Заняла 31-е место в скоростном спуске, 42-е место в супергиганте и 44-е место в гигантском слаломе. Не финишировала в слаломе.

## Результаты соревнований на зимних Олимпийских играх 2018
| Соревнование      | Скоростной спуск/ 1 спуск | Скоростной спуск/ 1 спуск | Слалом/ 2 спуск | Слалом/ 2 спуск | Всего   | Место | Отставание |
| Соревнование      | Время                     | Место                     | Время           | Место           | Всего   | Место | Отставание |
| ----------------- | ------------------------- | ------------------------- | --------------- | --------------- | ------- | ----- | ---------- |
| скоростной спуск  | не проводится             | не проводится             | не проводится   | не проводится   | 1:46,80 | 31    | +7,58      |
| супергигант       | не проводится             | не проводится             | не проводится   | не проводится   | 1:27,97 | 42    | +6,86      |
| комбинация        | 1:46,62                   | 22                        | DNF             | DNF             | —       | —     | —          |
| слалом            | DNF                       | DNF                       | —               | —               | —       | —     | —          |
| гигантский слалом | 1:19,33                   | 49                        | 1:15,57         | 44              | 2:34,90 | 44    | +14,88     |

## Список примечаний
1. ↑  Skijašica Elvedina Muzaferija osvojila prve bodove za BiH u Svjetskom kupu (босн.). BHRT (12 января 2020). Дата обращения: 21 февраля 2021. Архивировано 2 мая 2021 года.
2. ↑  Sport1. Elvedina Muzaferija presretna: Ovo je za sve vas u Bosni i Hercegovini (босн.). www.oslobodjenje.ba (15 февраля 2021). Дата обращения: 21 февраля 2021. Архивировано 28 февраля 2021 года.
3. ↑  ELVEDINA MUZAFERIJA - NAJUSPJEŠNIJA SENIORKA OPĆINE VISOKO ZA 2016. GODINU | Visoko. web.archive.org (8 апреля 2019). Дата обращения: 21 февраля 2021. Архивировано 8 апреля 2019 года.
4. ↑  Furaj.ba. Познакомьтесь с Эльвединой Музаферией, самой молодой участницей олимпийской сборной (босн.). Furaj.ba (1 февраля 2018). Дата обращения: 21 февраля 2021. Архивировано 2 мая 2021 года.
5. ↑  FIS Bansko (BUL) (англ.). www.fis-ski.com. Дата обращения: 21 февраля 2021. Архивировано 2 мая 2021 года.
6. 1 2  Athlete Profile - Elvedina MUZAFERIJA (англ.). web.archive.org (7 февраля 2018). Дата обращения: 21 февраля 2021. Архивировано из оригинала 7 февраля 2018 года.
7. ↑  Opening Ceremony Flagbearers - Olympic Winter Games, PyeongChang 2018 (англ.). web.archive.org (10 февраля 2018). Дата обращения: 21 февраля 2021. Архивировано 10 февраля 2018 года.
8. ↑  Alpine Skiing Ladies' Downhill Official Results (англ.). web.archive.org (21 февраля 2018). Дата обращения: 21 февраля 2021. Архивировано 21 февраля 2018 года.
9. ↑  Alpine Skiing Ladies' Super-G Official Results (англ.). web.archive.org (17 февраля 2018). Дата обращения: 21 февраля 2021. Архивировано 17 февраля 2018 года.
10. ↑  Alpine Skiing Ladies' Giant Slalom Official Results (англ.). web.archive.org (15 февраля 2018). Дата обращения: 21 февраля 2021. Архивировано из оригинала 15 февраля 2018 года.
11. ↑  Alpine Skiing Ladies' Slalom Official Results (англ.). web.archive.org (16 февраля 2018). Дата обращения: 21 февраля 2021. Архивировано из оригинала 16 февраля 2018 года.